# Бушен (кантон)
Буше́н (фр. Bouchain) — упраздненный кантон во Франции, находился в регионе Нор — Па-де-Кале, департамент Нор. Входил в состав округа Валансьен.
В состав кантона входили коммуны (население по данным Национального института статистики за 2011 г.):
- Авен-ле-Сек[фр.] (1380 чел.)
- Аспр[фр.] (2800 чел.)
- Бушен (4024 чел.)
- Ваврешен-су-Фо[фр.] (417 чел.)
- Ван-о-Бак[фр.] (578 чел.)
- Лурш (3886 чел.)
- Лье-Сен-Аман[фр.] (1269 чел.)
- Маркетт-ан-Остреван[фр.] (1732 чел.)
- Мастен[фр.] (891 чел.)
- Невиль-сюр-Эско[фр.] (2531 чел.)
- Нуайель-сюр-Сель[фр.] (762 чел.)
- Орден[фр.] (1466 чел.)
- Рёль (3716 чел.)
- Эмершикур[фр.] (872 чел.)

## Экономика
Структура занятости населения:
- сельское хозяйство — 1,6 %
- промышленность — 44,6 %
- строительство — 4,6 %
- торговля, транспорт и сфера услуг — 27,4 %
- государственные и муниципальные службы — 21,7 %

Уровень безработицы (2011) — 16,7 % (Франция в целом — 12,8 %, департамент Нор — 16,3 %). 

Среднегодовой доход на 1 человека, евро (2011) — 19 542 (Франция в целом — 25 140, департамент Нор — 22 405).

## Политика
Жители кантона придерживались левых взглядов. На президентских выборах 2012 г. они отдали в 1-м туре 27,6 % голосов Марин Ле Пен против 27,0 % у Франсуа Олланда и 17,9 % у Николя Саркози, во 2-м туре в кантоне победил Олланд, получивший 59,4 % голосов (2007 г. 1 тур: Сеголен Руаяль — 24,6 %, Саркози — 22,2 %; 2 тур: Руаяль — 55,2 %). На выборах в Национальное собрание в 2012 г. по 19-му избирательному округу департамента Нор жители кантона поддержали кандидата Социалистической партии Анн-Лиз Дюфур-Тонини, отдав ей 32,5 % голосов в 1-м туре, а во 2-м туре она одержал победу без борьбы, поскольку занявший второе место кандидат коммунист Мишель Лефевр в соответствии с соглашением между левыми партиями снял свою кандидатуру. (2007 г. Патрик Руа (СП): 1-й тур: — 29,2 %, 2-й тур — 100,0 %). На региональных выборах 2010 года в 1-м туре победил список коммунистов, набравший 33,5 % голосов против 21,2 % у списка социалистов, 19,4 % у списка Национального фронта и 11,7 % у списка «правых» . Во 2-м туре единый «левый список» с участием социалистов, коммунистов и «зелёных» во главе с Президентом регионального совета Нор-Па-де-Кале Даниэлем Першероном получил 58,3 % голосов, Национальный фронт Марин Ле Пен занял второе место с 24,4 %, а «правый» список во главе с сенатором Валери Летар с 17,3 % финишировал третьим.
|  | Кандидат     | Партия                  | % голосов |
|  | ------------ | ----------------------- | --------- |
|  | Альбер Депре | Коммунистическая партия | 69,49     |
|  | Жоан Шаплен  | Национальный фронт      | 30,51     |

|  | Кандидат     | Партия                  | % голосов |
|  | ------------ | ----------------------- | --------- |
|  | Альбер Депре | Коммунистическая партия | 72,64     |
|  | Серж Томе    | Национальный фронт      | 27,36     |